# Aphis stranvaesiae
Aphis stranvaesiae är en insektsart. Aphis stranvaesiae ingår i släktet Aphis och familjen långrörsbladlöss. Inga underarter finns listade i Catalogue of Life.